# Reprezentacja San Marino w koszykówce kobiet
Reprezentacja San Marino w koszykówce kobiet - drużyna, która reprezentuje San Marino w koszykówce kobiet. Za jej funkcjonowanie odpowiedzialny jest Sanmaryński Związek Koszykówki.